# Елгона
Елго́на (осет. Елгона) — село в Алагирском районе Республики Северная Осетия-Алания. Входит в состав Нарского сельского поселения.

## География
Село расположено в южной части Алагирского района, в Гуркумтинском ущелье, на левом берегу реки Льядон. Находится в 3 км к востоку от центра сельского поселения Нар, в 58 км к югу от районного центра Алагир и в 95 км к юго-западу от Владикавказа.

## Население
| 2002 | 2010 | 2021 |
| ---- | ---- | ---- |
| 0    | ↗1   | ↗4   |

## Достопримечательности
В селении находится башня Дзапаровых.